# Galina Oelanova

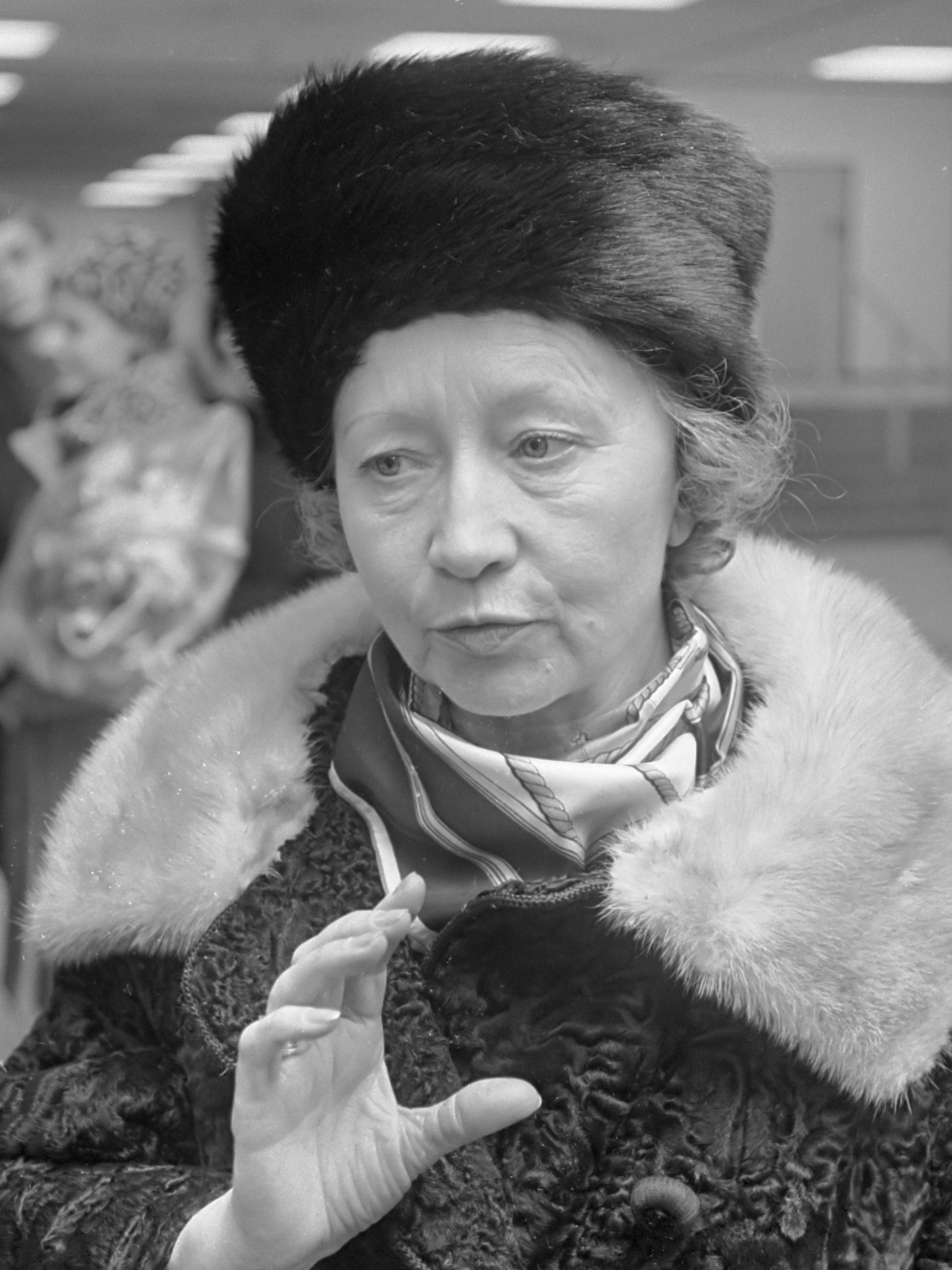
Galina Oelanova (1968)

Galina Sergejevna Oelanova (Russisch: Галина Сергеевна Уланова) (Sint-Petersburg, 8 januari [O.S. 26 december 1909] 1910 - Moskou, 21 maart 1998) wordt vaak genoemd als een van de grootste Russische ballerinas uit de Sovjet-periode.

## Biografie
Oelanova studeerde in Petrograd onder Agrippina Vaganova en haar moeder. In 1928 sloot zij zich aan bij het Mariinskitheater. In 1944, toen Stalin van haar faam hoorde, kreeg zij een transfer naar het Bolsjojtheater. Hier was zij zestien jaar lang Prima ballerina assoluta. Op 21 november 1945 dansde Oelanova de wereldpremière in Assepoester van Prokofjev. Ook speelde zij Giselle in het gelijknamige ballet. 
In 1956, op gevorderde leeftijd, kreeg Oelanova toestemming om in het buitenland te dansen. In 1960 stopte zij met haar actieve carrière. Hierna legde zij zich toe op het coachen en begeleiden van jongere ballerina's. 

## Waardering
Oelanova kreeg talloze staatsprijzen, onder andere de Stalinprijs in 1941, 1946, 1947 en 1950. Haar appartement in Moskou is tegenwoordig een museum. In Sint-Petersburg en Stockholm zijn monumenten aan haar gewijd.